# Vallées de Poranica
Poranica Valles
Les vallées de Poranica (désignation internationale : Poranica Valles) sont un ensemble de vallées situé sur Vénus dans le quadrangle de Diana Chasma. Il a été nommé en référence à un soi-disant terme slovène pour Vénus selon l'instance de nommage astronomique officielle, bien que ni les dictionnaires ni les corpora en slovène n'incluent ce terme.